# Bernardo Oliveira
Bernardo Oliveira, född 8 juni 1993, är en brasiliansk bågskytt. Han deltog vid olympiska sommarspelen 2016.